# Kalix tingshus

Kalix tingshus, även kallat Kalix tingsställe, är en byggnad i centrala Kalix, uppförd 1900 och används av Haparanda tingsrätt. Förhandlingar hålls där i snitt två till tre dagar i veckan. 

## Historik
Huset byggdes ursprungligen som en telegrafstation och stod klart år 1900. Telegrafstationen flyttade senare till ett nytt hus vid Lejonsgatan som idag benämns som Gamla Telegrafen. Nederkalix sparbank fanns också här en viss tid.
Det första tingshuset i Kalix stod nära Morjärvsvägen i Kalix och flyttades senare till ön Vassholmen i Kalix på 1930-talet. Där finns den kvar än idag som café och museum över flottarepoken.
Tingshuset användes till 1948 av Nederkalix tingslag, sedan till 1971 av Kalix domsagas tingslag.